# Sint-Georgekruis

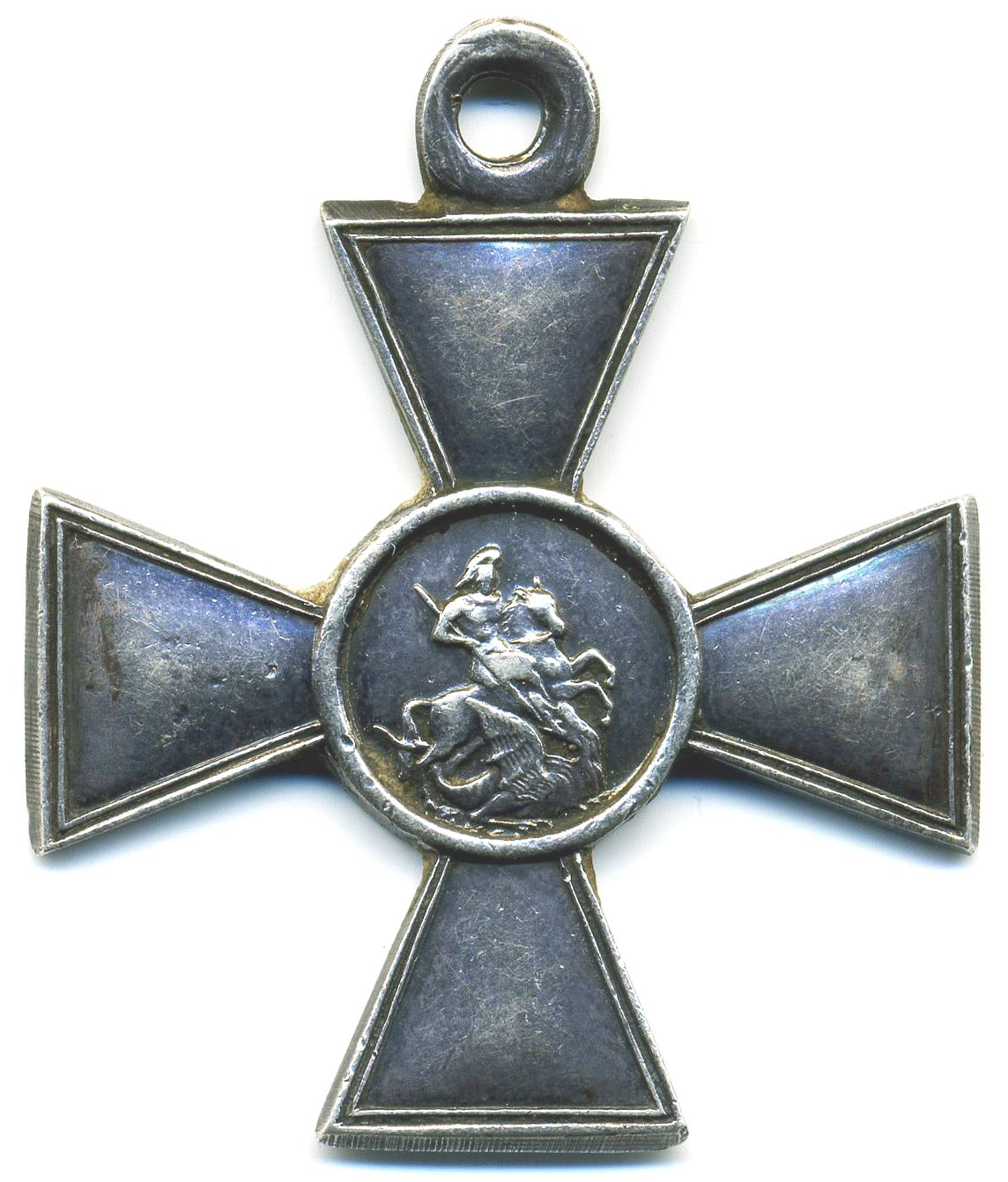
Kruis in zilver

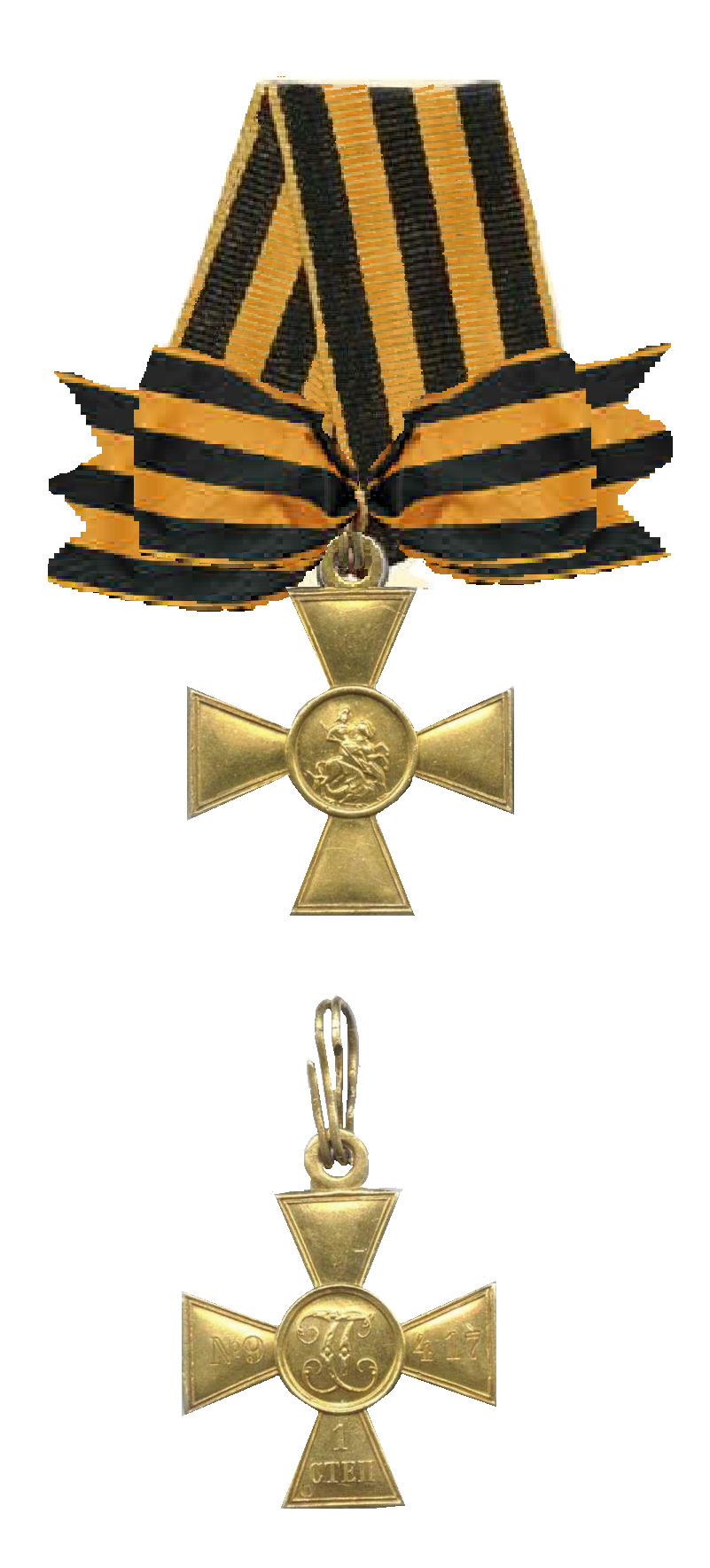
Kruis Ie Klasse

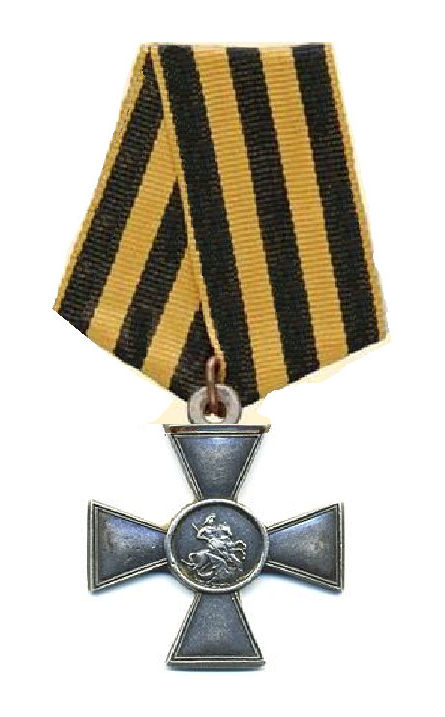
Kruis in zilver

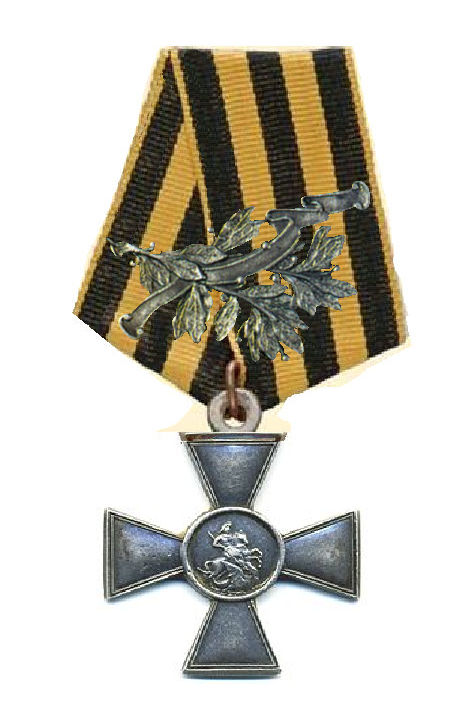
Kruis voor onderofficieren 1917

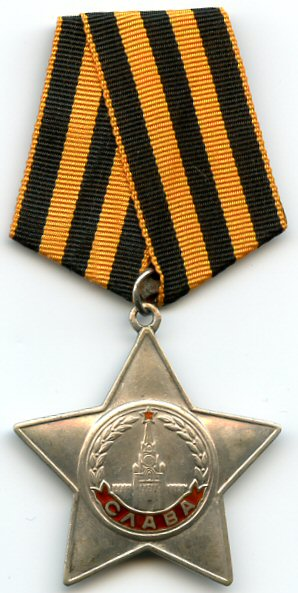
Orde van de Glorie, derde klasse

Het Sint-Georgekruis (Russisch: "Георгиевский крест") was een onderscheiding van het Russische keizerrijk. De Orde van Sint-George was er de hoogste militaire onderscheiding. Om zeer dappere onderofficieren te kunnen decoreren zonder ze binnen de ridderorde te hoeven benoemen tot de voor officieren gereserveerde graad van ridder in de Orde van Sint-George werd een zilveren, aan het zwart en gele lint van de orde te dragen, kruis ingesteld. Aan het ridderkruis was erfelijke adeldom verbonden, dat zou bij een onderofficier niet passend zijn geweest. Het kruis werd toegekend aan een onderofficier die uitblonk in dapperheid.
Het kruis werd in 1807 ingesteld door tsaar Alexander I van Rusland. De officiële naam was "Ereteken van de Oorlogsorde" en na 1913 "Sint-Georgekruis". De uit vier klassen bestaande Orde werd in 1807 door keizer Alexander I aangevuld met het Sint-Joriskruis en de Sabel van de Orde van Sint-George. Er was ook een Medaille van Sint-George.
De vormgeving was eenvoudig. Het kruis is gelijk aan dat van het ridderkruis of kleinood van de Orde van Sint-George. Het witte emaille op de armen ontbreekt en het centrale ronde medaillon toont Sint-George (Joris), stoeiend met een draakje, in reliëf. De kruisen werden tussen 1807 en 1856 in zilver uitgereikt. Op de keerzijde is sinds 1856 het serienummer op de twee horizontale armen geslagen. Op de onderste verticale arm staat de graad waarin het kruis werd toegekend als "1-я степ.I","1-я степ.II", "3-й степ.III" of "1-я степ.IV" vermeld. Het medaillon van de keerzijde bevat in reliëf het monogram van Sint-George, in het Cyrillisch is dat "СГ".
Het Sint-Georgekruis was een afzonderlijke onderscheiding en stond dus los van de Orde van Sint-George en het Medaille van Sint-George. Het was geen graad van de orde maar de drager van het kruis werd desondanks geacht tot de ordegemeenschap te behoren.
In 1807 werd het eerste kruis toegekend aan sergeant Jegor Ivanovitsj Mitrochin. Hij had zich op 2 juni 1807 onderscheiden in de bloedige Slag bij Friedland. De eerste 10.000 namen van de met het kruis gedecoreerde onderofficieren werden niet opgetekend. Daar kwam in januari 1809 een einde aan.
In de Napoleontische oorlogen werden meer dan 30 000 zilveren kruisen verleend. Sommigen ontvingen meerdere kruisen voor meerdere blijken van moed. Een vrouw Nadezjda Doerov, die vermomd als vaandrig in het leger diende ontving in 1807 het zilveren kruis voor het redden van een officier. Een Russisch generaal, Michail A. Miloradovitsj ontving, bij hoge uitzondering, het kruis na de Slag bij Leipzig waarin hij "als een soldaat had gevochten". Een koopman, Matheus Gerasimov ontving het kruis omdat hij met zijn schip aan de Britse blokkade was ontsnapt. In 1813 ontving Sophia Dorothea Frederick Krueger het zilveren kruis na de Slag bij Dennewitz. Voor haar moed werd zij ook met het Pruisische IJzeren Kruis onderscheiden.
- In 1812 werden 6783 kruisen toegekend
- In 1813 werden 8611 kruisen toegekend
- In 1814 werden 9345 kruisen toegekend
- In 1815 werden 3983 kruisen toegekend
- In 1816 werden 2682 kruisen toegekend
- In 1817 werden 659 kruisen toegekend
- In 1818 werden 328 kruisen toegekend
- In 1819 werden 189 kruisen toegekend

Al deze kruisen werden tot 1820 zonder serienummer uitgereikt. De strik op de twee kruisen der Ie Klasse werd in 1833 ingesteld.
In 1839 liet tsaar Alexander I van Rusland de 827 nog steeds in actieve dienst zijnde Pruisische veteranen die zij aan zij met de Russen tegen Napoleon hadden gevochten decoreren met een bijzondere uitvoering van het Sint-Georgekruis. De voorzijde was gelijk aan de andere kruisen. Op de keerzijde werd op de bovenste kruisarm het gekroonde keizerlijke monogram "A" aangebracht. Op de verticale armen stond het nummer, het ging om de nummers 71.386 tot 72.213, van de afslag. Op het kruis stond geen aanduiding van de rang. De Pruisen droegen het kruis aan een lint dat volgens hun eigen voorschriften was opgemaakt.
In 1844 werd door Alexander II bepaald dat niet-christenen in het vervolg een kruis met in het medaillon op beide zijden het Russische wapen zouden dragen. 
Op 19 maart 1856 bepaalde tsaar Alexander II van Rusland dat er in het vervolg vier graden zouden zijn. De nummering van de kruisen begon weer bij 1.
- Gouden Kruis Ie Graad (met strik op het lint)
- Gouden Kruis IIe Graad (met strik op het lint)
- Zilveren Kruis IIIe Graad
- Zilveren Kruis IVe Graad

De kruisen waren van zuiver goud en puur zilver. Pas in 1915 werd het gehalte van de gouden kruisen teruggebracht tot een legering van 60% goud, 39,5% zilver en 0,5% koper. Een drager van het Sint-Georgekruis droeg na het toekennen van een hoger kruis ook zijn eerdere kruis. Zo kon men onderofficieren en soldaten met vier Sint-Georgekruisen zien. Wanneer een drager van het Sint-Georgekruis tot officier in de Russische krijgsmacht werd benoemd moest hij zijn kruis verruilen voor het ridderkruis van de Orde van Sint-George.
In 1913 formaliseerde tsaar Nicolaas II van Rusland de naam Sint-Georgekruis. Dat jaar begon de Russische Munt de nieuwe kruisen van het lagere goudgehalte kruisen ook opnieuw te nummeren. Men sloeg 26.950 kruisen van de Eerste Klasse (№ 5531 tot № 32.840) en 52.900 (№ 65.030 tot № 12.131) kruisen van de Tweede Klasse.
In de Eerste Wereldoorlog werden bijna anderhalf miljoen Sint-Georgekruisen uitgereikt.
- Van de Ie Klasse werden 33.000 kruisen toegekend
- Van de IIe Klasse werden 65.000 kruisen toegekend
- Van de IIIe Klasse werden 289.000 kruisen toegekend
- Van de IVe Klasse werden 1.200.000 kruisen toegekend. Het ingeslagen nummer was "1M" en werd gevolgd door "1M1", "1M2" enzovoort.

Op 10 september 1916 besloot de ministerraad dat de kruisen in het vervolg van oorlogsmetaal moesten worden geslagen. Het goedkope gele en zilverkleurige surrogaat werd met de aanduidingen "JM" en "БМ" boven het serienummer gestempeld.
- Van de Ie Klasse met het stempel JM werden 10.000 kruisen toegekend. Het ingeslagen nummer liep van № 32.481 tot № 42.480
- Van de IIe Klasse met het stempel JM werden 20.000 kruisen toegekend. Het ingeslagen nummer liep van № 65.031 tot № 85.,030
- Van de IIIe Klasse met het stempel MB werden 49.500 kruisen toegekend. Het ingeslagen nummer liep van № 289.151 tot № 338.650
- Van de IVe Klasse met het stempel MB werden 89.000 kruisen toegekend. Het ingeslagen nummer liep van № 1.210.151 tot № 1.299.150

Soms lieten de officieren na een gevecht de keuze van de met het Sint-Georgekruis te decoreren soldaat over aan zijn kameraden. Deze door "приговор роты" verkregen kruisen waren zeer in aanzien. Het kruis werd tweemaal aan alle manschappen en onderofficieren van een militaire eenheid uitgereikt. De bemanning van de kruiser "Varjag" en kozakken van het Golovatov Regiment waren in april 1916 onder zeer moeilijke omstandigheden in Perzië geland.
In 1917 veranderde de provisionele Regering van Kerenski de statuten. De regering wilde de oorlog voortzetten en besloot dat in het vervolg ook officieren van de lagere graden het Sint-Georgekruis zouden kunnen ontvangen. In hun geval werd op het lint een zilveren lauwertak bevestigd. Maria Botsjkarjov, De beroemd geworden aanvoerster van het vrouwenbataljon dat in oktober 1917 de democratische regering in het Winterpaleis bewaakte werd ook met het Sint-Georgekruis onderscheiden. Zij werd in door de 1920 bolsjewieken doodgeschoten.
De staatsgreep van Lenin en zijn communisten maakte in oktober 1917 een einde aan de democratische provisionele regering. De communisten schaften alle tsaristische orden en medailles af maar men mocht het Sint-Georgekruis verder dragen. Onder de dragers waren latere maarschalken van de Sovjet-Unie. De "Witten" die tegen de communisten vochten waren terughoudend met het uitreiken van het Sint-Georgekruis. Het werd tijdens een burgeroorlog waarin Rus tegen Rus vocht niet passend geacht deze onderscheiding uit te reiken. Generaal Wrangel stichtte een eigen Orde van Sint-Nicholaas die de plaats van het Sint-Georgekruis werd uitgereikt. Admiraal Koltsjak kende het kruis wél toe. De kruisen der Ie, IIe en IIIe Klasse werden van 1809 tot 1915 van een ingeslagen serienummer op de achterzijde voorzien. Met de orde verdwenen ook het Sint-Georgekruis, de Sabel van de Orde van Sint-George en de Medaille van de Orde van Sint-George.
Tijdens de Tweede Wereldoorlog werd de in 1941 in de Sovjet-Unie ingestelde Orde van de Glorie aan het lint van de Orde van Sint-George gedragen. Binnen een Duitse militaire eenheid, het 17.000 man tellende "Russisches Schutzkorps Serbien" werden door de bevelhebber Michail Skorodoemov Sint-Georgekruisen uitgereikt. Deze vaak statenloze soldaten vochten tegen Tito's partizanen en het Rode Leger.

## Cavalier
Een onderofficier die de vier kruisen in de vier graden droeg werd een "Cavalier van Sint-George" (Russisch: "кавалерами Георгиевского" of "Полний Георгиевский кавалер") genoemd. Aan het bezit van de vier kruisen waren bijzondere voorrechten verbonden. Men bleef ook alle vier de kruisen naast elkaar dragen. Het eerste zilveren kruis leverde tot 1913 een verhoging van de soldij met een derde deel op. Deze verhoging vond vervolgens ook bij het tweede, derde en vierde kruis plaats zodat de soldij van een cavalier meer dan het dubbele van dat van zijn kameraden van gelijke rang was. De aanvulling op de soldij werd ook na de pensionering doorbetaald. Een weduwe mocht dit pensioen nog een jaar na de door van haar echtgenoot ontvangen.
Een drager van het Sint-Georgekruis was vrijgesteld van de vaak toegepaste lijfstraffen en kon niet gemakkelijk uit de dienst worden ontslagen.
Een dergelijke sanctie kon alleen na een krijgsraad en verkregen persoonlijke toestemming door de tsaar worden opgelegd.
In 1913 bepaalde tsaar Nicolaas II dat de pensioenregeling zou worden herzien. De dragers ontvingen levenslang respectievelijk 36, 60, 96 en 120 roebel per maand. In 1913 verdiende een arbeider ongeveer 200 roebel in de maand. De cavalier zou in het vervolg de rang van vaandrig ontvangen en de drager van het Gouden Sint-Georgekruis IIe Klasse werd met de honoraire rang van vaandrig ontslagen.
Twee van de kruisen, de kruisen in zilver Ie Klasse en goud Ie Klasse droegen de verticale strik van dezelfde stof als het lint van de Orde van Sint-George.
Vijf van de cavaliers werden ook Held van de Sovjet-Unie. Het ging om Gregori Antonovitsj Agejev (postuum), Semjon Boedjonny (driemaal Held van de Sovjet-Unie), Lazarenko Doronin (postuum), Konstantin I Podtopienia en Ivan Tjoelenev. De latere maarschalken van de Sovjet-Unie Georgi Zjoekov, Rodion Malinovski en Konstantin Rokossovski droegen het Sint-Georgekruis.

## Voorbeeldfunctie
In Nederlands-Indië werd het Russische voorbeeld gevolgd gevolgd door de instelling van een zilveren Kruis voor Moed en Trouw dat aan een inlandse onderofficier  of soldaat van het Koninklijk Nederlandsch-Indisch Leger kon worden toegekend. Het ridderkruis van de Nederlandse Militaire Willems-Orde was lange tijd gereserveerd voor Europeanen.
Het Verenigd Koninkrijk stelde in 1940 een George Cross in. Dat is een hoge onderscheiding voor moed. Het centrale medaillon lijkt sterk op dat van het Russische kruis.

## Het Sint-Georgekruis in de Russische Federatie

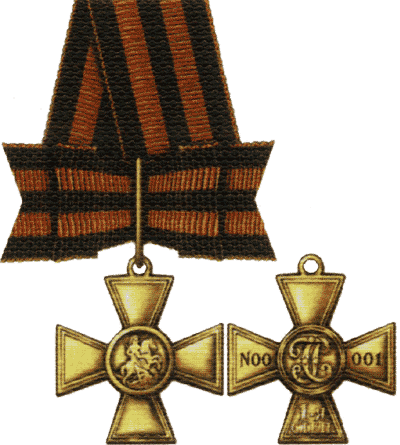
Ie Klasse
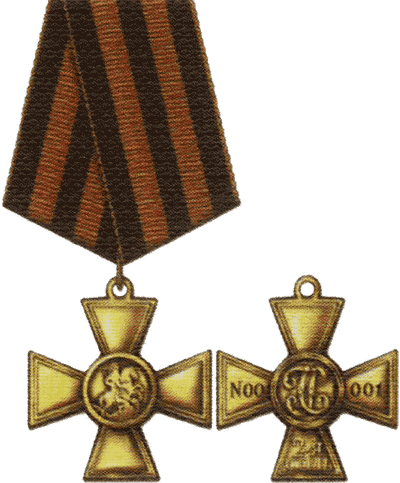
IIe Klasse
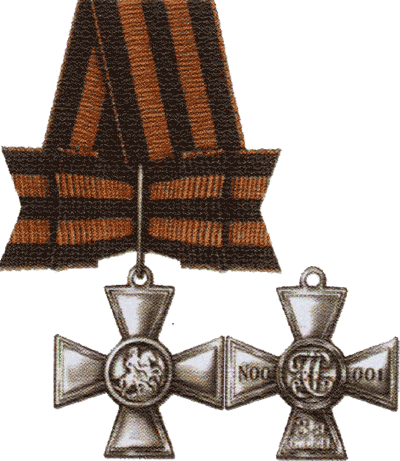
IIIe Klasse
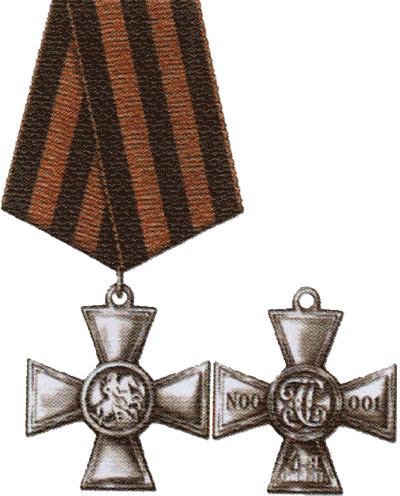
IVe Klasse
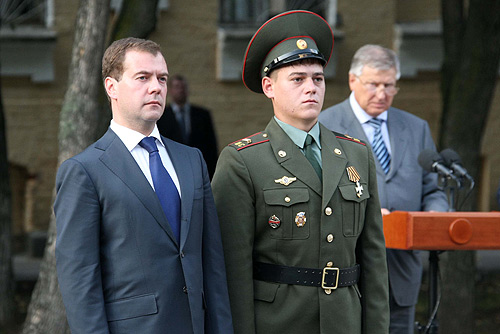
President Medvedev met een gedecoreerde militair
Ie Klasse
IIe Klasse
IIIe Klasse
IVe Klasse

De Russische Federatie herstelde de Orde van Sint-George en ook het Sint-Georgekruis op 2 maart 1992. Het is een onderscheiding voor soldaten, matrozen, onderofficieren en jonge officieren die uitblonken in gevechten waarin het vaderland met moed, toewijding en militair vakmanschap werd verdedigd. De onderscheiding kan ook voor dergelijke bijdragen aan vredesoperaties in het buitenland worden toegekend.
Het kruis en lint lijken precies op dat van het tsarenrijk. Ook de strikken keerden weer terug. De voorgeschreven batons voor dagelijks gebruik zijn een nieuw versiersel. Op de baton is de graad aangegeven met een goudkleurig Romeins cijfer.
De eerste Sint-Georgekruisen van de Russische Federatie werden in augustus 2008 uitgereikt aan soldaten die in Zuid-Ossetië hebben gevochten.
Op 15 augustus 2008 verleende president Dmitri Medvedev elf soldaten en sergeants het Sint-Georgekruis IVe Klasse voor hun bijdrage in de gevechten in de noordelijke Kaukasus.
Het militaire conflict met Georgië leidde tot het toekennen van 263 Sint-Georgekruisen.
Hoogste eretitels van de Russische Federatie

Held van de Russische Federatie ·
Held van de Arbeid

Orden van de Russische Federatie

Sint-Andreas de Eerstgeroepene ·
Sint-George ·
Verdienste voor het Vaderland ·
Heilige Catharina de Grote Martelares ·
Alexander Nevski ·
Soevorov ·
Oesjakov ·
Zjoekov ·
Koetoezov ·
Nachimov ·
 Dapperheid ·
Militaire Verdienste ·
Maritieme Verdienste ·
Eer ·
Vriendschap ·
Roem van het Ouderschap

Onderscheidingstekens van de Russische Federatie

Sint-Georgekruis ·
Onderscheidingsteken voor Goede Daden ·
Onderscheidingsteken voor Onberispelijke Dienst

Medailles van de Russische Federatie

Dienen van het Moederland ·
Moed ·
Soevorov ·
Oesjakov ·
Zjoekov ·
Nesterov ·
Poesjkin ·
Verdedigers van het Vrije Rusland ·
Bewaken van de Openbare Orde ·
Verdedigen van de Grenzen ·
Redden van Stervenden ·
Landbouw ·
Ontwikkeling van spoorwegen ·
Kernenergie-onderzoek ·
Ruimteonderzoek ·
Roem van het Ouderschap

Herinneringsmedailles die tot 2010 staatsonderscheiding waren

50 jaar Overwinning ·
60 jaar Overwinning ·
65 jaar Overwinning ·
300 jaar Russische Marine ·
850 jaar Moskou ·
100 jaar Trans-Siberische Spoorweg ·
Al-Russische volkstelling ·
300 jaar Sint-Petersburg ·
1000 jaar Kazan

Herinneringsmedailles

70 jaar Overwinning

Certificaten van de President van de Russische Federatie

 Erecertificaat ·
Certificaat van Dankbaarheid